# Live Cannibalism (film)
Live Cannibalism är en live-VHS/live-DVD av death metal-bandet Cannibal Corpse. Man har filmat Cannibal Corpse live på Death Metal Massacre-turnén, 16 februari 2000 vid The Rave i Milwaukee, Wisconsin, USA. Live Cannibalism utgavs 2000 av skivbolaget Metal Blade Records. Albumet Live Cannibalism utgavs också 2000.

## Låtlista
1. "Staring Through the Eyes of the Dead" – 4:14
2. "Blowtorch Slaughter" – 2:37
3. "Stripped, Raped and Strangled" – 3:38
4. "I Cum Blood" – 4:12
5. "Covered With Sores" – 3:43
6. "Unleashing the Bloodthirsty" – 4:12
7. "Dead Human Collection" – 2:39
8. "Gallery of Suicide" – 4:11
9. "Meat Hook Sodomy" – 5:10
10. "Perverse Suffering" – 4:20
11. "The Spine Splitter" – 3:31
12. "Gutted" – 3:26
13. "I Will Kill You" – 2:47
14. "Disposal of the Body" – 3:41
15. "A Skull Full of Maggots" – 2:32
16. "Hammer Smashed Face" – 4:46

## Medverkande
Musiker (Cannibal Corpse-medlemmar)
- George "Corpsegrinder" Fisher – sång
- Jack Owen – gitarr
- Pat O'Brien – gitarr
- Alex Webster – basgitarr
- Paul Mazurkiewicz – trummor

Produktion
- Annie Eifrig – producent
- David Roth – regissör
- Colin Richardson – ljudmix
- Tom Baker – mastering
- Vincent Locke – omslagskonst